# Henry Massey Rector
Henry Massie Rector (1 de Maio de 1816 – 12 de Agosto de 1899) foi um político americano que exerceu como o 6º Governador do Arkansas de 1860 até 1862.

## Primeiros anos e formação
Rector nasceu em Louisville, Kentucky. Seus pais eram descendentes de ingleses. Foi instruído por sua mãe e frequentou dois anos de escola em Louisville. Mudou-se para Arkansas em 1835, onde mais tarde foi nomeado Delegado dos EUA.

## Carreira política
Rector foi eleito ao Senado do Arkansas e exerceu no mesmo de 1848 até 1850. Estudou direito e foi aceito na Ordem em 1854. De 1853 até 1857, exerceu como Inspetor-Geral dos Estados Unidos no Arkansas por vários anos. De 1855 até 1859, exerceu na Câmara dos Representantes do Arkansas e passou um mandato como juiz da Suprema Corte do Arkansas.
Rector foi eleito Governador do Arkansas em 1860. Durante seu mandato Arkansas separou-se dos EUA e foi aceito nos Estados Confederados. A constituição do Arkansas foi reescrita, reduzindo o mandato do Governador para dois anos. Na convenção de secessão do Arkansas em Março de 1861, Rector dirigiu-se à convenção numa oratória pedindo a extensão da escravidão:
O âmbito da escravidão deve ser ampliada em correlação com seu antagonismo, ou será colocada rapidamente no "curso da extinção final". ... A extensão da escravidão é o ponto vital de toda a controvérsia entre o Norte e o Sul ... Emendas à constituição federal são instadas por alguns como uma solução milagrosa para todos os males que nos cercam. Esse ato é amplamente suficiente, como está agora, para a proteção dos direitos do Sul, se fosse só aplicado. O Sul quer evidências práticas de boa fé do Norte, não meros acordos e compromissos em papel. Acreditam que a escravidão é um pecado, nós não, e aí está o problema.

— Henry Massey Rector, Convenção da Secessão do Arkansas, (2 de Março de 1861).
Rector deixou o cargo em 1862 e serviu como recruta na milícia estadual pelo resto da guerra. Participou da convenção constitucional de 1874.

## Vida pessoal
Rector foi o primo em primeiro grau do Representante Henry Conway, do Governador James Conway e do Governador Elias Conway. Rector também era primo em terceiro grau do General James L. Kemper. Era primo de primeiro grau do colega Confederado general Alexander E. Steen.
Seu filho, Elias, concorreu duas vezes para Governador do Arkansas e exerceu na Câmara dos Representantes do Arkansas por vários mandatos, atuou como Presidente da Câmara e casou-se com a filha do senador James L. Alcorn, do Mississippi. Seu neto, James, foi o primeiro do Arkansas a participar dos Jogos Olímpicos.

## Morte
Rector morreu em Little Rock e está sepultado no Mount Holly Cemetery.

## Legado
A Rector Street em Little Rock é em homenagem a ele. A estrada da fronteira norte, ao longo da Interstate 30, tem seu nome. A cidade de Rector, no nordeste do Arkansas, também é em sua homenagem.